# 德意志民主共和国国旗
德意志民主共和国国旗是一面黑、红、金三色旗，中心放置一个由锤子、圆规和谷穗组成的德意志民主共和国国徽。其色彩来源于魏玛共和国国旗。

## 历史
1948年3月，在德意志1848年革命一百周年之际召开的第二届东德人民大会上，决定由德国人民会议重新组织全德国起草民主德国宪法并制定国旗。当时的东德国旗有三种方案，一是一面红旗，二是黑-白-红三色旗，三是黑-红-金三色旗。红旗是国际劳工运动和共产主义运动的旗帜，也是德国十一月革命被资产阶级放弃的旗帜，但这个方案很快就被否定了。另一个方案是威玛共和国的黑-红-金三色旗，由于让人联想到软弱的威玛共和国以及当时的失业和社会危机，苏联方面否定了这一方案。最后剩下的是黑-白-红三色旗，这面旗帜曾是1943年二战期间苏联领导下的德国反纳粹组织自由德国民族委员会的旗帜，苏联方面为这一组织选定了旧德意志帝国的三色旗，以作为反对纳粹万字旗的象征。
| 红旗 |
| 红旗 |

| 黑-红-金三色旗 |
| 黑-红-金三色旗 |

| 黑-白-红三色旗 |
| 黑-白-红三色旗 |

1949年第三届人民大会上，东柏林市长弗里德里希·艾伯特重新提出了黑-红-金三色旗方案并在1949年5月30日通过，1949年10月7日东德成立时正式成为国旗。
1949年至1959年，民主德国和联邦德国的国旗完全一致。1959年10月1日，为了与西德国旗相区别，东德政府在国旗中心添加了由锤子、圆规和谷穗组成的东德国徽，象征着工人、农民和知识分子的联盟。
直到1960年代末期，东德国旗被西德官方称作“苏占区旗帜”（Sowjetzonenfahne）。此时在西德和西柏林展示这面旗帜将被视为违宪和扰乱公共秩序而被西德警察阻止乃至逮捕，即使在国外升起东德国旗也会招致西德的抗议。最终随着东方政策的推行，1969年7月22日西德政府下令“警方无需制止使用民主德国国旗和国徽的行为”。
由于1972年前东德未被国际社会广泛承认，在奥运会等体育赛事中，东西德的运动员在同一队伍——奥林匹克运动会德国联队代表团参赛。东德奥委会拒绝使用西德旗帜，而西德奥委会拒绝更改黑-红-金三色旗。最终达成的妥协方案是使用中心有一个白色奥林匹克五环的黑-红-金三色旗。1972年东德加入联合国，两德互相建交，东西德代表队遂开始在各自国旗下参赛。
1989年东德巨变后，东德圆桌会议组织起草新东德宪法并制定新国旗。当时的方案是继续保留黑-红-金三色旗，而将国徽换为著名的东德政治反对运动“铸剑为犁”标志。但在两德统一的形势下，东德停止独立存在，新国旗草案亦无果而终。
| 1949-1959年的东德国旗，與西德及現今德國的國旗相同 |
| 1949-1959年的东德国旗，與西德及現今德國的國旗相同 |

| 德国联合代表队旗（1960年－1968年） |
| 德国联合代表队旗（1960年－1968年） |

| 德意志民主共和国国防委员会主席旗帜 |
| 德意志民主共和国国防委员会主席旗帜 |

| 柏林圍牆倒塌後，部分東德民眾將東德國旗中的國徽部分剪去，做為支持德國統一的象徵 |
| 柏林圍牆倒塌後，部分東德民眾將東德國旗中的國徽部分剪去，做為支持德國統一的象徵 |

## 使用

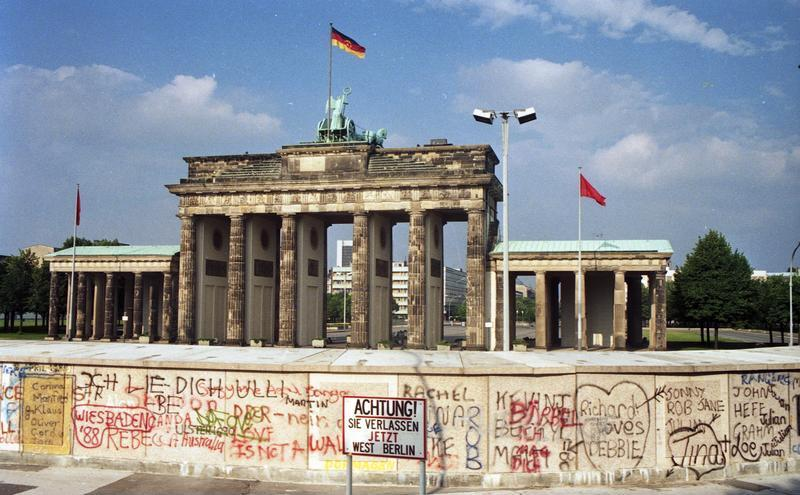
1988年的勃兰登堡门

在公共建筑物、公共场合和假日中，东德国旗旁边经常悬挂一面纯红旗（“劳动者旗帜”），象征劳工运动。在勃兰登堡门的东德国旗两侧也悬挂有两面纯红旗。

## 旗帜列表

### 竖版设计
| 东德国旗的竖版之一 |
| 东德国旗的竖版之一 |

| 东德国旗的竖版之二 |
| 东德国旗的竖版之二 |

### 商船旗
1959年东德国旗添加国徽后，也制定了新的商船旗，国徽被添加到左上角。1973年，单独的商船旗被废除，商船直接使用国旗作为船旗。
| 商船旗（1959-1973年） |
| 商船旗（1959-1973年） |

| 商船旗（1973-1990年） |
| 商船旗（1973-1990年） |

### 国家人民军旗帜
- 东德人民军军旗为国徽环绕有两条橄榄枝的国旗。
- 东德人民海军军旗有两种形式，战舰使用红旗，非战斗船只使用蓝旗，旗面为简化的三色国旗条带和橄榄枝环绕的国徽。
- 东德边防军易北河和奥德河巡逻船只使用左侧带有绿色条带的人民军军旗，海岸巡逻船只使用添加绿色条带的海军旗。

| 国家人民军军旗 |
| 国家人民军军旗 |

| 人民海军军舰旗 |
| 人民海军军舰旗 |

| 人民海军服务船只旗 |
| 人民海军服务船只旗 |

| 边防军易北河和奥德河巡逻船旗 |
| 边防军易北河和奥德河巡逻船旗 |

| 边防军海岸巡逻船旗 |
| 边防军海岸巡逻船旗 |

### 总统旗
1949至1960年间，德意志民主共和國總統配有總統旗，通常在车辆和办公室使用，唯一使用者为威廉·皮克。威廉·皮克去世后，东德总统职位被废除，国家元首变更为德意志民主共和國國務委員會，仿效苏联的最高苏维埃主席团实行集体元首制。
| 1953-1955 |
| 1953-1955 |

| 1955-1960 |
| 1955-1960 |

### 政府机构
- 东德邮政旗为三色旗，中心添加象征邮政的邮号。

| 德国邮政（德语：Deutsche Post der DDR）旗（1955-1973年） |
| 德国邮政旗（1955-1973年）           |

| 德国人民警察旗 |
| 德国人民警察旗 |

| 东德民防旗 |
| 东德民防旗 |

| 国家安全部（史塔西） |
| 国家安全部（史塔西） |

| 体育与技术协会 |
| 体育与技术协会 |

| 工人阶级战斗队 |
| 工人阶级战斗队 |

### 政党组织

#### 民主黨派
| 德国统一社会党 |
| 德国统一社会党 |

| 德国自由民主党 |
| 德国自由民主党 |

| 德国基督教民主联盟 |
| 德国基督教民主联盟 |

| 德国农民民主党 |
| 德国农民民主党 |

| 德国国家民主党 |
| 德国国家民主党 |

#### 人民團體
| 德国工会联合会 |
| 德国工会联合会 |

| 民主德国妇女联合会 |
| 民主德国妇女联合会 |

| 人民阵线 |
| 人民阵线 |

| 农民互助协会 |
| 农民互助协会 |

#### 黨團組織
| 自由德国青年团 |
| 自由德国青年团 |

| 恩斯特·台尔曼少先队 |
| 恩斯特·台尔曼少先队 |

| 德苏友谊协会 |
| 德苏友谊协会 |

## 延伸阅读
- Karl-Heinz Hesmer: Flaggen Wappen Daten. Die Staaten der Erde von A–Z. Bertelsmann Lexikon-Verlag, Gütersloh·Berlin·München·Wien 1975, ISBN 3-570-01591-2.
- Whitney Smith, deut. Bearbeitung Ottfried Neubecker: Die Zeichen der Menschen und Völker. Unsere Welt in Fahnen und Flaggen. Reich Verlag, Luzern 1975, ISBN 3-7243-0115-4.